# Hugo Frederik Nierstrasz
Hugo Frederik Nierstrasz (Rotterdam, 30 juni 1872 - Walenstadt, 6 september 1937) was een Nederlands zoöloog.

## Biografie

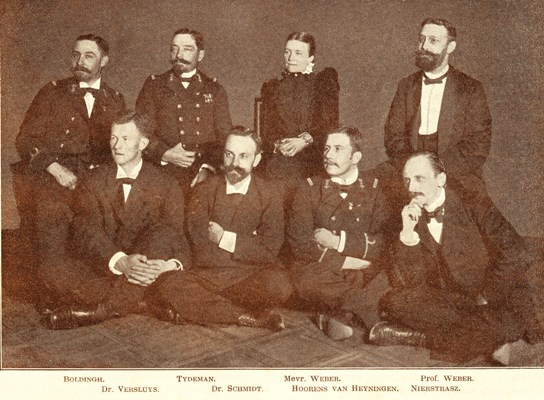
De leden van de Siboga-expeditie. Nierstrasz zit beneden rechts.

Hugo Frederik Nierstrasz was de jongste van vijf kinderen van de Rotterdamse notaris Richard Hendrik Nierstrasz (1825-1886) en diens tweede echtgenote Johanna Sophia Petronella Beijerman (1841-1875).
Na het Erasmiaans Gymnasium van Rotterdam studeerde hij medicijnen aan de universiteit van Utrecht, maar op aanraden van Ambrosius Hubrecht schakelde hij over op biologie. In 1898 werkte hij aan het zoölogisch station van Napels, waar hij zeedieren bestudeerde. In 1899-1900 nam hij deel aan de Siboga-expeditie naar Nederlands-Indië. Hij promoveerde in 1902 met een studie over de systematiek van de Solenogastres die tijdens deze expeditie werden verzameld.
Hij was leraar biologie in Amersfoort en van 1904 tot 1910 doceerde hij ook zoölogie aan de universiteit van Utrecht en de Rijks Veeartsenijschool aldaar. In 1910 volgde hij Hubrecht op als hoogleraar zoölogie, vergelijkende anatomie en zoögeografie aan de Utrechtse universiteit.
Het wetenschappelijke werk van Nierstrasz handelde hoofdzakelijk over de morfologie en de systematiek van de weekdieren die tijdens de Siboga-expeditie verzameld waren.
In 1930 werd hij lid van de Koninklijke Nederlandse Akademie van Wetenschappen. Nierstrasz was tevens een redacteur van Oosthoek's Geïllustreerde Encyclopaedie (1e, 2e en 3e druk).
Nierstrasz was gehuwd met de Amsterdamse Bernardina Cornelia Huijser van Reenen. Hij overleed in 1937 tijdens een vakantie in het Zwitserse Walenstadt.

## Eerbetoon
Het geslacht geslacht Nierstraszia Heath, 1918 van wormmollusken werd naar hem genoemd.